# Норден (Источна Фризија)
Норден (њем. Norden) град је у њемачкој савезној држави Доња Саксонија. Једно је од 24 општинска средишта округа Аурих. Према процјени из 2010. у граду је живјело 25.099 становника. Посједује регионалну шифру (AGS) 3452019, NUTS (DE947) и LOCODE (DE AUR) код.

## Географски и демографски подаци
Норден се налази у савезној држави Доња Саксонија у округу Аурих. Град се налази на надморској висини од 8 метара. Површина општине износи 106,3 km². У самом граду је, према процјени из 2010. године, живјело 25.099 становника. Просјечна густина становништва износи 236 становника/km².

## Међународна сарадња
| Мјесто             | Држава               | Врста сарадње | Од    |
| ------------------ | -------------------- | ------------- | ----- |
| Бредфорд на Ејвону | Уједињено Краљевство | партнерство   | 1969. |
| Извор              |                      |               |       |